# Modou Fada Diagne
Ne doit pas être confondu avec Modou Diagne.
Modou Fada Diagne dit Modou Diagne Fada, né le 3 février 1969 à Darou Mousty, est un homme politique sénégalais. Ministre à plusieurs reprises pendant les deux mandats présidentiels d’Abdoulaye Wade de 2000 à 2012, Il a été le ministre de la jeunesse en 2000, de l’environnement et de l’hygiène publique et protection de la nature en 2002, et de la santé et de la prévention en 2009. Il fut député et président du groupe parlementaire des « Libéraux et démocrates » à l’Assemblée nationale sénégalaise, il est actuellement le directeur général de SONACOS SA (société nationale des oléagineux du Sénégal), président du conseil départemental de Kébémer et président du Parti LDR YEESAL (Les démocrates réformateurs, YEESAL). 

## Jeunesse et formation
Fils de commerçant, Modou Diagne Fada obtient son baccalauréat (série D) en 1987 à Kaolack, puis une maîtrise de sciences naturelles à l’université Cheikh Anta Diop de Dakar et s’inscrit enfin en DEA de biologie animale. C’est dans cette université qu’il commence à militer au Parti démocratique sénégalais (PDS). Il devient rapidement une figure incontournable des mouvements étudiants et se fait remarquer par Abdoulaye Wade, alors secrétaire général du PDS.

## Carrière politique
En 1995, Modou Diagne Fada rejoint le cabinet du ministre d’État Abdoulaye Wade, au moment où ce dernier participe au gouvernement d’union nationale.
En 1997, en raison de sa popularité auprès des jeunes et de son importance croissante au sein du parti, Abdoulaye Wade le nomme chef de son cabinet. Il est également investi sur la liste nationale de ce dernier l’année suivante.
En 2000, Abdoulaye Wade devient président de la République. Cette période est un véritable tremplin pour la carrière de Modou Diagne Fada, qui est propulsé ministre de la Jeunesse.
En 2001, il est nommé porte-parole du Parti démocratique sénégalais et ministre de la Jeunesse, de l’Environnement et de l’Hygiène publique, tout en continuant à diriger les jeunesses libérales.
En 2002, Modou Diagne Fada obtient le poste de ministre de l’Environnement et de la Protection de la nature.
En 2005, son ascension est stoppée par un refroidissement de ses relations avec le président de la République. Cette période correspond pour sa carrière politique à une véritable traversée du désert.
Entre 2005 et 2007, il lutte pour sa survie politique au sein du PDS avant de lancer son mouvement Waar-Wi (« Lopin de terre » en wolof) qui obtient trois sièges au cours des élections législatives de juillet 2007.
En 2009, sa stratégie face à Abdoulaye Wade porte ses fruits puisqu’il fait son grand retour dans le gouvernement en tant que ministre de la Santé et de la Prévention. Il s’agit de son dernier portefeuille ministériel jusqu’à l'élection présidentielle sénégalaise de 2012, remportée par Macky Sall. 
Cependant, de nouveau dans l’opposition, Modou Diagne Fada redevient député lors des élections législatives et préside le groupe parlementaire Libéraux et démocrates à l’Assemblée nationale.
Modou Diagne Fada est en 2013 un des ténors du Parti démocratique sénégalais[réf. nécessaire], parfois pressenti pour devenir le successeur d’Abdoulaye Wade[réf. nécessaire][Par qui ?].
Le 15 octobre 2015, Modou Diagne Fada est exclu du PDS à la suite de son refus de céder sa place de Président du groupe parlementaire à Aida Mbodj, conséquence directe de son hostilité envers la candidature de Karim Wade pour la Présidentielle de 2017.